# 第17回NHK紅白歌合戦
『第17回NHK紅白歌合戦』（だいじゅうななかいエヌエイチケイこうはくうたがっせん）は、1966年（昭和41年）12月31日に東京宝塚劇場で行われた、通算17回目の『NHK紅白歌合戦』。21時05分 - 23時45分にNHKで生放送された。

## 出演者

### 司会者
- 紅組司会：ペギー葉山 - 歌手。『くらしの窓』ホステス役。
- 白組司会：宮田輝 - NHKアナウンサー。
- 総合司会：石井鐘三郎 - NHKアナウンサー。
- 応援団
  - 紅組：南田洋子（この年のテレビドラマ『横堀川』の河島多加役）、藤岡琢也（同じく『横堀川』の式屋四郎(番頭ガマ口)役）
  - 白組：長門裕之（同じく『横堀川』の八田吾平役）、晴乃チック・タック
- テレビ中継：北出清五郎 - NHKアナウンサー。

ペギーは前年まで歌手として12年連続出場していたが、この時代の紅白では司会と歌手の兼任が原則認められていなかったため、歌手としての出場は前回でストップした。他に候補としては樫山文枝（この年の連続テレビ小説『おはなはん』のヒロイン）、倍賞千恵子（同作の主題歌を歌唱）、水の江瀧子、南田洋子、金井克子、横山道代、ミヤコ蝶々らが候補に挙がっていたという。白組司会は5年連続で宮田が担当。石井は総合司会としては史上最多の12度目の担当となったが、今回限りで降板する。司会者の発表はペギーからオファー承諾の返事を受けた翌日の10月21日で、例年より1ヶ月ほど早かった。

### 出場歌手
紅組、      白組、      初出場、      返り咲き。
| 曲順 | 組 | 歌手名                         | 回 | 曲目                       |
| ---- | -- | ------------------------------ | -- | -------------------------- |
| 1    | 白 | 西郷輝彦                       | 3  | 星のフラメンコ             |
| 2    | 紅 | 中尾ミエ                       | 5  | ア・テイスト・オブ・ハニー |
| 3    | 白 | 島和彦                         | 初 | 雨の夜あなたは帰る         |
| 4    | 紅 | 田代美代子                     | 初 | ここがいいのよ             |
| 5    | 白 | アントニオ古賀                 | 初 | その名はフジヤマ           |
| 6    | 紅 | 九重佑三子                     | 3  | ディディンド・ディンドン   |
| 7    | 白 | 山田太郎                       | 2  | 幸福はこだまする           |
| 8    | 紅 | 笹みどり                       | 初 | 下町育ち                   |
| 9    | 白 | ダークダックス                 | 9  | 銀色の道                   |
| 10   | 紅 | 日野てる子                     | 2  | 道                         |
| 11   | 白 | 坂本九                         | 6  | レッツ・キッス             |
| 12   | 紅 | 倍賞千恵子                     | 4  | おはなはん                 |
| 13   | 白 | 北島三郎                       | 4  | 函館の女                   |
| 14   | 紅 | 畠山みどり                     | 3  | どさんこ一代               |
| 15   | 白 | 立川澄人                       | 4  | イエスタディ               |
| 16   | 紅 | 岸洋子                         | 3  | 想い出のソレンツァーラ     |
| 17   | 白 | 城卓矢                         | 初 | 骨まで愛して               |
| 18   | 紅 | 青江三奈                       | 初 | 恍惚のブルース             |
| 19   | 白 | 井沢八郎                       | 2  | さいはての男               |
| 20   | 紅 | 三沢あけみ                     | 3  | サガレン小唄               |
| 21   | 白 | ハナ肇とクレージーキャッツ     | 初 | チョッと一言多すぎる       |
| 22   | 紅 | 金井克子                       | 初 | ラバーズ・コンチェルト     |
| 23   | 白 | 春日八郎                       | 12 | 波止場で待ちなよ           |
| 24   | 紅 | 島倉千代子                     | 10 | ほんきかしら               |
| 25   | 白 | 橋幸夫                         | 7  | 霧氷                       |
| 26   | 紅 | 江利チエミ                     | 14 | 私だけのあなた             |
| 27   | 紅 | 園まり                         | 4  | 夢は夜ひらく               |
| 28   | 白 | 舟木一夫                       | 4  | 絶唱                       |
| 29   | 紅 | 吉永小百合                     | 5  | 勇気あるもの               |
| 30   | 白 | 加山雄三                       | 初 | 君といつまでも             |
| 31   | 紅 | ザ・ピーナッツ                 | 8  | ローマの雨                 |
| 32   | 白 | ジャッキー吉川とブルーコメッツ | 初 | 青い瞳                     |
| 33   | 紅 | 越路吹雪                       | 12 | 夢の中に君がいる           |
| 34   | 白 | アイ・ジョージ                 | 7  | 夜のストレンジャー         |
| 35   | 紅 | 都はるみ                       | 2  | さよなら列車               |
| 36   | 白 | 三田明                         | 3  | 恋人ジュリー               |
| 37   | 紅 | 伊東ゆかり                     | 4  | 愛はかぎりなく             |
| 38   | 白 | デューク・エイセス             | 5  | 君の故郷は                 |
| 39   | 紅 | 水前寺清子                     | 2  | いっぽんどっこの唄         |
| 40   | 白 | 村田英雄                       | 6  | 祝い節                     |
| 41   | 紅 | 朝丘雪路                       | 9  | ふりむいてもくれない       |
| 42   | 白 | バーブ佐竹                     | 2  | ネオン川                   |
| 43   | 紅 | 梓みちよ                       | 4  | ポカンポカン               |
| 44   | 白 | マイク眞木                     | 初 | バラが咲いた               |
| 45   | 紅 | こまどり姉妹                   | 6  | 幸せになりたい             |
| 46   | 白 | 和田弘とマヒナ・スターズ       | 8  | 銀座ブルース               |
| 47   | 紅 | 西田佐知子                     | 6  | 信じていたい               |
| 48   | 白 | フランク永井                   | 10 | 大阪ろまん                 |
| 49   | 紅 | 美空ひばり                     | 11 | 悲しい酒                   |
| 50   | 白 | 三波春夫                       | 9  | 紀伊国屋文左エ門           |

- 前回の出場歌手の中より今回不選出となった歌手は以下。
  - 紅組:坂本スミ子・仲宗根美樹・弘田三枝子・ペギー葉山[注釈 3]・雪村いづみ[注釈 4]
  - 白組:植木等[注釈 5]・克美しげる・ジャニーズ・東海林太郎・ボニージャックス・三橋美智也・森繁久彌
- 森繁は「紅白はこれまで年忘れの座興と心得、小生はお付き合いして参りましたが、最近ではギャラ吊り上げの道具などという噂があります。そうしなければならない人に席を譲ってあげぬと、年寄りが憎まれることになりますので、折角の内示がございましたが、本年からは辞退することと致します」と皮肉を込めつつ出場を辞退。スケジュールや体調の問題ではなく、番組に対する考えのもとで出場を辞退した実質的な歌手第1号はこの時の森繁である[2]。森繁はこの後も出場歌手としては一切出演することはなかった（応援ゲストでの出演はある）。
- 三橋はこの年、妻の自殺未遂や離婚のスキャンダルが発生し、辞退する[2]。

### 演奏
- 紅組：ステージ - 原信夫とシャープス・アンド・フラッツ（指揮 原信夫）、オーケストラボックス - 東京放送管弦楽団（指揮 菊川迪夫）
- 白組：ステージ - 宮間利之とニュー・ハード（指揮 宮間利之）、オーケストラボックス - 東京放送管弦楽団（指揮 片山光俊）
- 総合指揮：藤山一郎

### 審査員
- 坂本朝一 - NHK芸能局長（審査委員長）
- 樫山文枝 - 女優。この年の連続テレビ小説『おはなはん』のヒロイン・浅尾はな役。
- 五代利矢子 - 評論家。『こんにちは奥さん』レギュラー。
- 浜美枝 - 女優。映画『007は二度死ぬ』アジア人初のボンドガール。この年に日本ロケが行われた。
- 山崎豊子 - 作家。この年のテレビドラマ『横堀川』の原作者。
- 大佛次郎 - 作家。翌年の大河ドラマ『三姉妹』の原作者。
- 尾上菊之助[注釈 6] - 歌舞伎俳優。この年の大河ドラマ『源義経』の主人公・源義経役。
- 加藤芳郎 - 漫画家。漫画『まっぴら君』『オンボロ人生』の作者。
- 鶴ヶ嶺昭男 - 大相撲・前頭。この年の大相撲・九州場所で敢闘賞受賞。
- 地方審査員16名

### 主なゲスト
- 野村昭子 - 『おはなはん』のお徳役。
- 二木てるみ - 同じくひろえ役。
- 由美かおる - 金井克子の応援。
- 原田糸子 - 同上。
- 砂川啓介 - 当時の『おかあさんといっしょ』のたいそうのおにいさん。
- 松竹歌劇団(SKD)
- 渥美清
- 藤村志保 - 『三姉妹』のおるい役。
- 石坂浩二

### 大会委員長
- 浅沼博･NHK放送総局長

## 当日のステージ
- いきなり冒頭の入場行進で、植木等が紅組へ行こうとするギャグが見られた。
- 島倉千代子｢ほんきかしら｣はオリジナルでは男性コーラスがつくが、男女対抗のコンセプトに触れないために、朝丘雪路･倍賞千恵子･金井克子･田代美代子がバックコーラスを担当した。
- ｢おかあさんといっしょ｣の体操のおにいさん･砂川啓介が前半終了とともに登場。出場歌手･観客と一緒に体操を行なったが、最後に｢もう一度腕を大きく上げて｣と指示したあと、｢白組バンザイ！｣と叫んで締めた。対する紅組側はSKDの踊り子によるレビューダンスを披露した。
- マイク真木はジーンズを履いて出場したが、これに対して「作業着で歌う歌手を紅白に出すのか」と抗議が寄せられ、NHKの前田義徳会長の意向もあって以後マイク真木は紅白へ出場せず、大人気だったザ・タイガースが翌年紅白へ出場できなかった。
- 紅組が優勝した（通算8勝9敗）。
- 本放送はカラー放送であるが保存されておらず、白黒VTRのみが現存している。カラー写真はペギーのオープニングでの宣誓シーンなどが現存。
- 今回使用したマイクロホンは、司会者・歌手用共にSONYとNHK放送技術研究所の共同開発コンデンサーマイクC-38Bの原型のSONY　C-38(BTS呼称、CU-2A)。

## 後日譚
- ペギーは翌年の第18回は産休中のため、紅組司会続投はならず（ペギーの紅組司会は今回1度限り）、最終的にペギー降板後に『ファミリーショー』のホステス役を引き継いでいた九重佑三子に紅組司会に交代。